# Thackerville
Thackerville is een plaats (town) in de Amerikaanse staat Oklahoma, en valt bestuurlijk gezien onder Love County.

## Demografie
Bij de volkstelling in 2000 werd het aantal inwoners vastgesteld op 404.
In 2006 is het aantal inwoners door het United States Census Bureau geschat op 417, een stijging van 13 (3,2%).

## Geografie
Volgens het United States Census Bureau beslaat de plaats een oppervlakte van
5,5 km², geheel bestaande uit land. Thackerville ligt op ongeveer 264 m boven zeeniveau.

## Plaatsen in de nabije omgeving
De onderstaande figuur toont nabijgelegen plaatsen in een straal van 20 km rond Thackerville.